# Brainboost
Brainboost es un metabuscador diseñado especialmente para preguntas realizadas en un lenguaje natural. Actualmente solo soporta el idioma inglés.
El motor de búsqueda de Braiboost usa un algoritmo capaz de aprender y procesar sentencias en lenguaje natural, mediante técnicas de inteligencia artificial para seleccionar y responder las preguntas solicitadas.
Los buscadores tradicionales retornar enlaces a las páginas que parecen ser las más relevantes. Adicionalmente la página puede incluir un sumario de la concordancia. El usuario necesita descargar las páginas y leer el contenido para ver si la respuesta es la correcta.
Sin embargo, Brainboost trabaja con los siguientes pasos:
- El usuario escribe una pregunta
- Durante la pregunta, Brainboost genera un número diferente de queries que envía a los buscadores tradicionales.
- Brainboost descarga cientos de páginas web que son retornados por la búsqueda en los motores tradicionales.
- Lee las páginas, localiza y aísla la respuesta en el texto.
- Brainboost ordena las diferentes respuestas, basándose en su algoritmo de AnswerRank y lo retorna al usuario.

En diciembre de 2005, Brainboost fue comprado por Answrs Corporation.